# Türingia települései

Türingia települései és járásai (2020. január 1.)

Városok és községek Türingiában (Németország)
Türingiában 849 önálló város és község található.
Ezek a következőképp oszlanak meg:
- - 126 város, ebből
    - 06  megyei jogú város (kreisfreie Stadt),
    - 05 nagy, egy járáshoz tartozó város,
    - 078  önálló város (abból 25 ügyintéző város),
    - 037  város ami egy közigazgatási egység  (Lau 1) tagja,

  - 723  község, ebből
    - 0 61 önálló község (abból 14 ügyintéző község) és
    - 662 község ami egy közigazgatási egység (Lau 1) tagja.

(Állapot: 2013. december 31.)
69 közigazgatási egységben (Lau 1) 601 város és község található.
A városok és községek közül 13 a türingiai törvények szerint közös önkormányzatú település (Landgemeinde). Ezek a települések ezzel együtt városok, illetve községek is lehetnek.

## Közös önkormányzatú település
| - Am Ohmberg - Auma-Weidatal (város) - Bad Sulza (város) - Gehren (város) - Harztor | - Heringen/Helme (város) - Hörsel - Ilmtal-Weinstraße - Mohlsdorf-Teichwolframsdorf | - Nesse-Apfelstädt - Sonnenstein - Südeichsfeld - Vogtei |

## Megyei jogú város(kreisfreie Städte)
| - Eisenach - Erfurt (Landeshauptstadt) | - Gera - Jéna | - Suhl - Weimar |

## Nagy városok
| - Altenburg (járási székhely) - Gotha (járási székhely) | - Ilmenau - Mühlhausen (járási székhely) | - Nordhausen (járási székhely) |

## Városok és községek
Minden város és község Türingiában (a városok félkövérrel szedve, Landgemeinde-k kurzív szedve):
| Ábécé szerinti tartalomjegyzék                      |
| --------------------------------------------------- |
| A B C D E F G H I J K L M N O P Q R S T U V W X Y Z |

### A
| - Abtsbessingen - Ahlstädt - Albersdorf - Alkersleben - Allendorf - Alperstedt - Altenberga - Altenbeuthen - Altenburg (járási székhely) | - Altenfeld - Altengottern - Altersbach - Altkirchen - Amt Wachsenburg - Am Ohmberg - Andisleben - Angelroda - Anrode | - Apolda (járási székhely) - Arenshausen - Arnstadt (járási székhely) - Artern/Unstrut - Asbach-Sickenberg - Aschenhausen - Auengrund - Auma-Weidatal |

### B
| - Bachfeld - Bad Berka - Bad Blankenburg - Bad Colberg-Heldburg - Bad Frankenhausen/Kyffhäuser - Bad Klosterlausnitz - Bad Köstritz - Bad Langensalza - Bad Liebenstein - Bad Lobenstein - Bad Salzungen (járási székhely) - Bad Sulza - Bad Tennstedt - Ballhausen - Ballstädt - Ballstedt - Barchfeld-Immelborn - Bechstedt - Bechstedtstraß - Beichlingen - Beinerstadt - Bellstedt - Belrieth - Benshausen - Berga/Elster - Berka v. d. Hainich - Berka/Werra | - Berlingerode - Berlstedt - Bermbach - Bernterode (bei Heilbad Heiligenstadt) - Bethenhausen - Bibra - Bienstädt - Bilzingsleben - Birkenfelde - Birkenhügel - Birx - Bischofrod - Bischofroda - Blankenberg - Blankenburg - Blankenhain - Blankenstein - Bleicherode - Bobeck - Bocka - Bodelwitz - Bodenrode-Westhausen - Böhlen - Bollberg - Bornhagen - Borxleben - Bösleben-Wüllersleben | - Bothenheilingen - Brahmenau - Braunichswalde - Brehme - Breitenworbis - Breitungen/Werra - Bremsnitz - Bretleben - Brotterode-Trusetal - Bruchstedt - Brüheim - Brünn/Thür. - Brunnhartshausen - Bucha (bei Jena) - Bucha (bei Ziegenrück) - Büchel - Buchfart - Buchholz - Bufleben - Buhla - Bürgel - Burgk - Burgwalde - Buttelstedt - Buttlar - Buttstädt - Büttstedt |

### C
| - Caaschwitz - Christes - Clingen | - Crawinkel - Creuzburg - Crimla | - Crispendorf - Crossen an der Elster - Cursdorf |

### D
| - Daasdorf a. Berge - Dachwig - Dankmarshausen - Deesbach - Dermbach - Deuna - Diedorf - Dieterode - Dietzenrode-Vatterode - Dillstädt | - Dingelstädt - Dingsleben - Dippach - Dittersdorf - Dobitschen - Döbritschen - Döbritz - Döllstädt - Donndorf - Dornburg-Camburg | - Dornheim - Döschnitz - Dreba - Drei Gleichen - Dreitzsch - Dröbischau - Drogen - Drognitz - Dünwald |

### E
| - Ebeleben - Ebenshausen - Eberstedt - Ecklingerode - Eckstedt - Effelder - Ehrenberg - Eichenberg (bei Jena) - Eichenberg (bei Suhl) - Eichstruth - Eineborn - Einhausen | - Eisenach (kreisfreie Stadt) - Eisenberg (járási székhely) - Eisfeld - Elgersburg - Elleben - Ellersleben - Ellingshausen - Ellrich - Elxleben (an der Gera) - Elxleben (Ilm-Kreis) - Emleben - Empfertshausen | - Endschütz - Erbenhausen - Erfurt (Landeshauptstadt) - Eschenbergen - Eßbach - Eßleben-Teutleben - Ettenhausen a.d. Suhl - Ettersburg - Etzelsrode - Etzleben |

### F
| - Fambach - Ferna - Flarchheim - Floh-Seligenthal - Fockendorf - Föritz - Frankenblick - Frankendorf - Frankenhain | - Frankenheim/Rhön - Frankenroda - Frauenprießnitz - Frauensee - Frauenwald - Freienbessingen - Freienhagen - Freienorla - Fretterode | - Friedelshausen - Friedersdorf - Friedrichroda - Friedrichsthal - Friedrichswerth - Friemar - Frohnsdorf - Frömmstedt |

### G
| - Gangloffsömmern - Gauern - Gebesee - Gefell - Gehlberg - Gehofen - Gehren - Geisa - Geisenhain - Geisleden - Geismar - Georgenthal - Gera (kreisfreie Stadt) - Geraberg - Gerbershausen - Gernrode - Geroda - Gerstenberg - Gerstengrund - Gerstungen - Gerterode - Gertewitz - Geschwenda - Gierstädt - Gillersdorf - Glasehausen | - Gneus - Göhren - Goldbach - Goldisthal - Göllnitz - Golmsdorf - Gompertshausen - Göpfersdorf - Görkwitz - Görsbach - Gorsleben - Göschitz - Gösen - Gossel - Gössitz - Gößnitz - Gotha (járási székhely) - Grabfeld - Gräfenhain - Gräfenroda - Gräfenthal - Graitschen bei Bürgel - Greiz (járási székhely) - Greußen - Griefstedt - Grimmelshausen | - Grobengereuth - Großbartloff - Großbockedra - Großbreitenbach - Großbrembach - Großenehrich - Großengottern - Großensee - Großenstein - Großeutersdorf - Großfahner - Großheringen - Großlöbichau - Großlohra - Großmölsen - Großneuhausen - Großobringen - Großpürschütz - Großrudestedt - Großschwabhausen - Großvargula - Grub - Gumperda - Günstedt - Günthersleben-Wechmar - Guthmannshausen |

### H
| - Haina (bei Gotha) - Hainichen - Hainrode - Hainspitz - Hallungen - Hammerstedt - Hardisleben - Harra - Harth-Pöllnitz - Hartmannsdorf (bei Eisenberg) - Hartmannsdorf (bei Gera) - Harztor - Harzungen - Haselbach - Haßleben - Hausen - Haussömmern - Hauteroda - Haynrode - Heichelheim - Heideland - Heilbad Heiligenstadt (járási székhely) | - Helbedündorf - Heldrungen - Hellingen - Helmsdorf - Hemleben - Henfstädt - Henneberg - Henschleben - Herbsleben - Heringen/Helme - Hermsdorf - Heroldishausen - Herrenhof - Herrmannsacker - Herrnschwende - Herschdorf - Hetschburg - Heukewalde - Heuthen - Heyersdorf - Heygendorf | - Hilbersdorf - Hildburghausen (járási székhely) - Hirschberg - Hirschfeld - Hochheim - Hohenfelden - Hohengandern - Hohenkirchen - Hohenleuben - Hohenstein - Hohenwarte - Hohes Kreuz - Holzsußra - Hopfgarten - Hornsömmern - Hörsel - Hörselberg-Hainich - Hummelshain - Hümpfershausen - Hundeshagen - Hundhaupten |

### I
| - Ichstedt - Ifta | - Ilmenau - Ilmtal | - Ilmtal-Weinstraße - Isseroda - Issersheilingen |

### J
| - Jéna (kreisfreie Stadt) - Jenalöbnitz | - Jonaswalde - Jückelberg | - Judenbach |

### K
| - Kahla - Kalbsrieth - Kallmerode - Kaltennordheim - Kaltensundheim - Kaltenwestheim - Kammerforst - Kamsdorf - Kannawurf - Kapellendorf - Karlsdorf - Katzhütte - Kauern - Kaulsdorf - Kefferhausen - Kehmstedt - Keila - Kella - Kiliansroda - Kindelbrück - Kirchgandern | - Kirchheilingen - Kirchheim - Kirchworbis - Kirschkau - Kleinbartloff - Kleinbockedra - Kleinbodungen - Kleinbrembach - Kleinebersdorf - Kleineutersdorf - Kleinfurra - Kleinmölsen - Kleinneuhausen - Kleinobringen - Kleinschwabhausen - Kleinwelsbach - Klettbach - Klettstedt - Kloster Veßra - Knau - Ködderitzsch | - Kölleda - Königsee-Rottenbach - Korbußen - Körner - Kospoda - Kraftsdorf - Kraja - Kranichfeld - Krauthausen - Krautheim - Krayenberggemeinde - Kreuzebra - Kriebitzsch - Krölpa - Krombach - Kromsdorf - Kühdorf - Kühndorf - Küllstedt - Kutzleben - Kyffhäuserland |

### L
| - Laasdorf - Langenleuba-Niederhain - Langenorla - Langenwetzendorf - Langenwolschendorf - Langewiesen - Lauscha - Lausnitz - Lauterbach - Lederhose - Lehesten (Frankenwald) - Lehesten (bei Jena) - Lehnstedt | - Leimbach - Leinatal - Leinefelde-Worbis - Lemnitz - Lengfeld - Lenterode - Leutenberg - Leutenthal - Leutersdorf - Lichte - Liebenstein - Linda b. Neustadt an der Orla - Linda b. Weida | - Lindenkreuz - Lindewerra - Lindig - Lippersdorf-Erdmannsdorf - Lipprechterode - Löberschütz - Löbichau - Lödla - Löhma - Lucka - Luisenthal - Lumpzig - Lutter |

### M
| - Mackenrode - Magdala - Mannstedt - Marisfeld - Marksuhl - Markvippach - Marolterode - Marth - Martinroda - Masserberg - Mechelroda - Mehmels - Mehna - Meiningen (járási székhely) | - Mellenbach-Glasbach - Mellingen - Melpers - Menteroda - Mertendorf - Metzels - Meura - Meusebach - Meuselbach-Schwarzmühle - Meuselwitz - Miesitz - Mihla - Milda - Mittelpöllnitz | - Mittelsömmern - Möckern - Mohlsdorf-Teichwolframsdorf - Molschleben - Mönchenholzhausen - Mönchpfiffel-Nikolausrieth - Monstab - Moorgrund - Mörsdorf - Moßbach - Moxa - Mühlhausen (járási székhely) - Mülverstedt - Münchenbernsdorf |

### N
| - Nahetal-Waldau - Nauendorf - Nausitz - Nausnitz - Nazza - Neidhartshausen - Nesse-Apfelstädt - Neubrunn - Neuengönna - Neuhaus am Rennweg - Neuhaus-Schierschnitz | - Neumark - Neumühle/Elster - Neundorf (bei Lobenstein) - Neundorf (bei Schleiz) - Neunheilingen - Neusiß - Neustadt am Rennsteig - Neustadt an der Orla - Neustadt/Harz - Niederbösa - Niedergebra | - Niederorschel - Niedertrebra - Niederzimmern - Nimritz - Nöbdenitz - Nobitz - Nöda - Nohra (bei Weimar) - Nohra (Wipper) - Nordhausen (járási székhely) - Nottleben |

### O
| - Oberbodnitz - Oberbösa - Oberhain - Oberheldrungen - Oberhof - Oberkatz - Obermaßfeld-Grimmenthal - Obermehler - Oberoppurg - Oberschönau | - Oberstadt - Obertrebra - Oberweid - Oberweißbach/Thür. Wald - Oechsen - Oepfershausen - Oettern - Oettersdorf - Ohrdruf - Olbersleben | - Oldisleben - Ollendorf - Oppershausen - Oppurg - Orlamünde - Osthausen-Wülfershausen - Ostramondra - Ottendorf - Ottstedt am Berge |

### P
| - Paitzdorf - Paska - Pennewitz - Petersberg - Petriroda - Peuschen - Pfaffschwende | - Pferdingsleben - Piesau - Plaue - Plothen - Pölzig - Ponitz | - Pörmitz - Posterstein - Pößneck - Pottiga - Poxdorf - Probstzella |

### Q
| - Quaschwitz | - Quirla |  |

### R
| - Ramsla - Ranis - Rannstedt - Rastenberg - Rattelsdorf - Rauda - Rauschwitz - Rausdorf - Reichenbach - Reichmannsdorf - Reichstädt - Reinholterode - Reinsdorf - Reinstädt - Remda-Teichel - Remptendorf - Remstädt | - Renthendorf - Reurieth - Rhönblick - Riethgen - Riethnordhausen - Ringleben (bei Artern) - Ringleben (bei Gebesee) - Rippershausen - Ritschenhausen - Rittersdorf - Rockhausen - Rockstedt - Rodeberg - Rohr - Rohrbach (Weimarer Land) - Rohrbach (bei Saalfeld) - Rohrberg | - Röhrig - Römhild - Ronneburg - Rosa - Rosendorf - Rositz - Roßdorf - Roßleben - Rothenstein - Rotterode - Rückersdorf - Rudersdorf - Rudolstadt - Ruhla - Rustenfelde - Ruttersdorf-Lotschen |

### S
| - Saalburg-Ebersdorf - Saaleplatte - Saalfeld/Saale (járási székhely) - Saalfelder Höhe - Saara (bei Gera) - Sachsenbrunn - Sachsenhausen - Schachtebich - Schalkau - Scheiditz - Schillingstedt - Schimberg - Schkölen - Schlechtsart - Schlegel - Schleid - Schleifreisen - Schleiz (járási székhely) - Schleusegrund - Schleusingen - Schlöben - Schloßvippach - Schlotheim - Schmalkalden - Schmeheim - Schmiedefeld (Lichtetal) - Schmiedefeld am Rennsteig - Schmiedehausen - Schmieritz | - Schmölln - Schmorda - Schöndorf - Schöngleina - Schönhagen - Schönstedt - Schöps - Schwaara - Schwabhausen - Schwallungen - Schwarza - Schwarzbach - Schwarzburg - Schweickershausen - Schwerstedt (bei Straußfurt) - Schwerstedt (bei Weimar) - Schwobfeld - Seebach - Seelingstädt - Seisla - Seitenroda - Serba - Sickerode - Silberhausen - Silbitz - Sitzendorf - Solkwitz - Sollstedt - Sömmerda (járási székhely) | - Sondershausen (járási székhely) - Sonneberg (járási székhely) - Sonneborn - Sonnenstein - Springstille - Sprötau - Stadtilm - Stadtlengsfeld - Stadtroda - Stanau - Starkenberg - St. Bernhard - Steinach - Steinbach (Eichsfeld) - Steinbach-Hallenberg - Steinheuterode - Stepfershausen - St. Gangloff - St. Kilian - Straufhain - Straußfurt - Stützerbach - Südeichsfeld - Suhl (kreisfreie Stadt) - Sulza - Sülzfeld - Sundhausen |

### T
| - Tabarz/Thür. Wald - Tambach-Dietharz - Tanna - Tastungen - Tautenburg - Tautendorf - Tautenhain - Tegau - Teichwitz - Teistungen - Thalwenden | - Themar - Thierschneck - Thonhausen - Thüringenhausen - Tiefenort - Tissa - Tömmelsdorf - Tonna - Tonndorf - Topfstedt - Tottleben | - Treben - Trebra - Treffurt - Triptis - Tröbnitz - Tröchtelborn - Trockenborn-Wolfersdorf - Troistedt - Tüttleben |

### U
| - Uder - Udestedt - Uhlstädt-Kirchhasel - Ummerstadt - Umpferstedt - Unstruttal | - Unterbodnitz - Unterbreizbach - Unterkatz - Untermaßfeld - Unterschönau - Unterweid | - Unterweißbach - Unterwellenborn - Urbach - Urleben - Urnshausen - Utendorf |

### V
| - Vacha - Vachdorf - Veilsdorf - Viernau | - Vippachedelhausen - Vogelsberg - Vogtei - Voigtstedt | - Volkerode - Volkmannsdorf - Vollersroda - Vollmershain |

### W
| - Wachstedt - Wahlhausen - Wahns - Waldeck - Wallbach - Walldorf - Walpernhain - Walschleben - Waltersdorf - Waltershausen - Wangenheim - Warza - Wasserthaleben - Wasungen - Weberstedt - Wehnde - Weida - Weilar - Weimar (kreisfreie Stadt) - Weinbergen | - Weira - Weißbach - Weißenborn - Weißendorf - Weißensee - Wernburg - Werningshausen - Werther - Westgreußen - Westhausen (bei Gotha) - Westhausen (bei Hildburghausen) - Wichmar - Wiegendorf - Wiehe - Wiesenfeld - Wiesenthal - Wildenbörten - Wildenspring - Wilhelmsdorf | - Windischleuba - Wingerode - Wipfratal - Wipperdorf - Witterda - Wittgendorf - Witzleben - Wohlsborn - Wolferschwenda - Wölfershausen - Wölfis - Wolfsberg - Wolfsburg-Unkeroda - Wolkramshausen - Wundersleben - Wünschendorf/Elster - Wurzbach - Wüstheuterode - Wutha-Farnroda |

### Z
| - Zedlitz - Zella-Mehlis - Zella/Rhön | - Zeulenroda-Triebes - Ziegelheim - Ziegenrück | - Zimmern - Zimmernsupra - Zöllnitz |

## Fordítás
- Ez a szócikk részben vagy egészben a Liste der Städte und Gemeinden in Thüringen című német Wikipédia-szócikk fordításán alapul.  Az eredeti cikk szerkesztőit annak laptörténete sorolja fel. Ez a jelzés csupán a megfogalmazás eredetét és a szerzői jogokat jelzi, nem szolgál a cikkben szereplő információk forrásmegjelöléseként.